# Rijksabdij

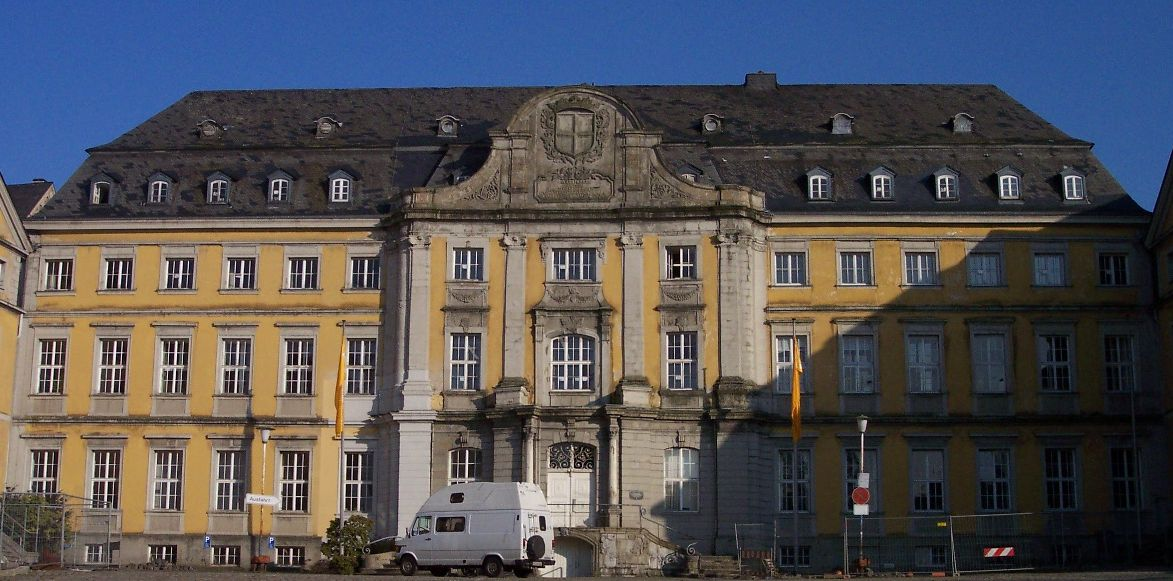
Rijksabdij van Werden

Een Rijksabdij was in het Heilige Roomse Rijk van de Duitse Natie een abdij die rechtstreeks onder de voogdij van de  Rooms-Duitse keizer stond. De abdij was daardoor reichsunmittelbar, oftewel rijksvrij.
De rijksabdijen verschilden sterk in bezittingen en status. Er waren er die de status van abdijvorstendom hadden. De abt of abdis had dan persoonlijk een zetel in de vorstenbank van de Rijksdag en van de Kreitsdag bij de overige vorsten. Er waren ook vorstelijke rijksabdijen, waarvan de abt de titel vorst voerde zonder een zetel te hebben in de vorstenbank. Deze abten bezaten dezelfde rechten als hun niet-vorstelijke collega's. Zij hadden een gemeenschappelijke stem in de Rijksdag via een van de twee prelatencolleges. Dit is vergelijkbaar met de wereldlijke graven en heren. Die twee colleges waren het Rijnse Rijksprelatencollege (Rheinisches Reichsprälatenkollegium) en het Zwabische Rijksprelatencollege (Schwäbisches Reichsprälatenkollegium). Elk van deze colleges had in de Rijksdag een stem gelijkwaardig aan die van een rijksvorst.
In 1525 waren er 83 rijksabdijen, proostdijen en kapittels. De kleinste daarvan omvatten slechts de gebouwen van de geestelijke instelling. Andere bestonden uit één of meer heerlijkheden en waren vorstendommen met soms duizenden inwoners. In 1792 bestonden er nog 40 rijksabdijen. Zie ook de lijst van leden van de Rijksdag (1792)
De Reichsdeputationshauptschluss van 25 februari 1803 maakte in Duitsland een eind aan de rijksabdijen. Hun gebied kwam onder het bestuur van een Duits landsheer te staan. Ook de kloosters zelf werden geseculariseerd.

## Nederland
In Nederland was de Abdij van Thorn tot 1795 een rijksabdij en fungeerde daarom als een min of meer onafhankelijke staat. Het was met een oppervlakte van 1,1 km2 een van de kleinste landsheerlijkheden in het Duitse Rijk. De titel vorstendom is niet terecht, want de abdis behoorde tot de rijksprelaten en niet tot de rijksvorsten.

## België
In België was de abdij van Stavelot-Malmedy tot 1795 een rijksabdij, waarvan de abt aanvankelijk tot de rijksprelaten, maar later tot de rijksvorsten behoorde en als zodanig persoonlijk zitting en stem in de Rijksdag had. Stavelot-Malmedy was daarmee een abdijvorstendom. De abdij van Munsterbilzen was tot aan de Franse Revolutie ook een rijksabdij.

## Rijksabdijen
Geestelijke staten (anders dan aartsbisdommen en bisdommen) voorkomend op de kaarten in "Atlas zur Kirchengeschichte"
- ra= rijksabdij
- vra = vorstelijke rijksabdij (zonder zetel in de rijksvorstenraad)
- vra-v = idem vrouwelijk
- va= vorst-abdij (met zetel in de rijksvorstenraad)
- va-v = idem vrouwelijk
- rp= rijksproosdij
- vrp = vorstelijke rijksproosdij
- vp = vorstproosdij
- com = commanderij
- ldcom = landcommanderij
- md = meesterdom
- VB = vorstenbank van de rijksdag
- RRC = Rijnse Rijksprelatencollege
- ZRC = Zwabische Rijksprelatencollege
- vw = vrij-wereldlijk
- CanR = reguliere kanunniken
- OSB = Benedictijnen
- SOCist = Cisterciënzers
- PPraem = Premonstratenzers
- DO= Duitse Orde
- JO = Johannieter Orde (Maltezer Orde)

| naam                                    | status                                    | orde                 | einde                                  |
| --------------------------------------- | ----------------------------------------- | -------------------- | -------------------------------------- |
| Altshausen                              | ldcom RRC                                 | DO                   | 1806: Württemberg                      |
| Andlau                                  | vra-v (beperkte rijksstand)               | vw                   | 1680: Frankrijk                        |
| Baindt                                  | ra-v (beperkte rijksstand) ZRC            | SOCist               | 1803: Aspremont-Lynden                 |
| Berchtesgaden                           | vrp VB                                    | CanR                 | 1803: Keur-Salzburg                    |
| Buchau                                  | va-v/vra-v RRC                            | vw                   | 1803: Thurn und Taxis                  |
| Burtscheid                              | ra-v (beperkte rijksstand) RRC            | SOCist               | 1794: Frankrijk                        |
| Comburg                                 | rp                                        | Chorh                | 1541: prinsbisdom Würzburg             |
| Corvey                                  | va VB                                     | OSB                  | 1803: Nassau-Oranje-Fulda              |
| Disentis                                | ra                                        | OSB                  | 1617: Zwitsers Eedgenootschap          |
| Ebrach                                  | ra (beperkte rijksstand)                  | SOCist               | 1803: Beieren                          |
| Echternach                              | ra                                        | OSB                  | 1794: Frankrijk                        |
| Einsiedeln                              | vra (beperkte rijksstand)                 | OSB                  | 1350: kanton Schwyz                    |
| Elchingen                               | ra ZRC                                    | OSB                  | 1803: Beieren                          |
| Ellingen                                | ldcom                                     | DO                   | 1796: Ansbach                          |
| Ellwangen                               | vp VB                                     | OSV                  | 1803: Württemberg                      |
| Elten                                   | vra-v                                     | vw                   | 1803: Pruisen                          |
| Essen                                   | vra-v RRC                                 | vw                   | 1803: Pruisen                          |
| Fulda                                   | va VB                                     | OSB                  | 1803: Nassau-Oranje-Fulda              |
| Gandersheim                             | vra-v (beperkte rijksstand), later vw RRC | OSB                  | 1803: Brunswijk                        |
| Gengenbach                              | ra (beperkte rijksstand) ZRC (1751)       | OSB                  | 1803: Baden                            |
| Gerrode                                 | vra-v RRC                                 | vw                   | 1803: Anhalt                           |
| Gutenzell                               | ra-v ZRC                                  | SOCist               | 1803: Törring-Jettenbach               |
| Heggbach                                | ra-v ZRC                                  | SOCist               | 1803: Waldbott-Bassenheim              |
| Heilsbronn                              | ra (beperkte rijksstand)                  | SOCist               | 1581: Ansbach                          |
| Heitersheim                             | md VB                                     | JO                   | 1805: Baden                            |
| Herford                                 | vra-v RRC                                 | vw                   | 1803: Pruisen                          |
| Herrenalb                               | ra (beperkte rijksstand)                  | SOCist               | 1535: Württemberg                      |
| Hersfeld                                | va VB                                     | OSB                  | 1648: Hessen-Kassel                    |
| Irsee                                   | ra ZRC                                    | OSB                  | 1803: Beieren                          |
| Kaisheim                                | ra (beperkte rijksstand) ZRC (1756)       | SOCist               | 1803: Beieren                          |
| Kaufungen                               | ra-v (beperkte rijksstand)                | vw                   | 1527: Hessen                           |
| Kempten                                 | vra VB                                    | OSB                  | 1803: Beieren                          |
| Koblenz                                 | ldcom (zonder gebied) RRC                 | DO                   | 1794: Frankrijk                        |
| Königsbronn                             | ra (beperkte rijksstand0                  | SOCist               | 1552: Württemberg                      |
| Kornelimünster                          | ra RRC                                    | OSB                  | 1794: Frankrijk                        |
| Kreuzlingen                             | rp                                        | CanR                 | 1648: Thurgau                          |
| Lindau                                  | vra-v (beperkte rijksstand)               | vw                   | 1803: Bretzenheim                      |
| Lure                                    | vra                                       | OSB                  | 1674/9: Frankrijk                      |
| Luxeuil                                 | ra (beperkte rijksstand)                  | vw                   | 1534: Franche Comté (Habsburg)         |
| Marchtal                                | ra ZRC                                    | OPraem               | 1803: Thurn und Taxis                  |
| Maulbronn                               | ra (beperkte rijkstand)                   | SOCist               | 1557: Württemberg                      |
| Mergentheim                             | md VB                                     | DO                   | 1809: Württemberg                      |
| Munster                                 | ra                                        | OSB                  | 1680: Frankrijk                        |
| Murbach                                 | va                                        | OSB                  | 1680: Frankrijk                        |
| Neresheim                               | ra (1764) ZRC (1766)                      | OSB                  | 1803: Thurn und Taxis                  |
| Niedermünster in Regensburg             | vra-v (beperkte rijksstand) RRC           | vw                   | 1803: keur-aartskanselier              |
| Obermünster in Regensburg               | vra-v (beperkte rijksstand) RRC           | vw                   | 1803: keur-aartskanselier              |
| Ochsenhausen                            | vra ZRC                                   | OSB                  | 1803: Metternich/Schaesberg/Sinzendorf |
| Odenheim                                | rp (beperkte rijksstand) RRC              | Chorh                | 1803: Baden                            |
| Ottobeuren                              | ra                                        | OSB                  | 1803: Beieren                          |
| Petershausen                            | ra (beperkte rijksstand) ZRC              | OSB                  | 1803: Baden                            |
| Pfäfers                                 | vra                                       | OSB                  | 1803: kanton Sankt Gallen              |
| Prüm                                    | va VB                                     | OSB                  | 1794: Frankrijk                        |
| Quedlinburg                             | vra-v RRC                                 | vw                   | 1803: Pruisen                          |
| Reichenau                               | va (beperkte rijksstand)                  | OSB                  | 1803: Baden                            |
| Remiremont                              | vra-v (beperkte rijksstand)               | vw                   | 1566: Lotharingen                      |
| Riddagshausen                           | ra                                        | SOCist               | na 1546 Brunswijk                      |
| Roggenburg                              | ra ZRC                                    | OPraem               | 1803: Beieren                          |
| Rot an der Rot                          | ra ZRC                                    | OPraem               | 1803: Wartenberg                       |
| Rott am Inn                             | ra (beperkte rijksstand)                  | OSB                  | ca 1600: Beieren                       |
| Rottenmünster                           | ra-v ZRC                                  | SOCist               | 1803: Württemberg                      |
| Saalfeld                                | vrp (moet ra zijn?)                       | CanR (moet OSB zijn) | 1536: Mansfeld                         |
| Salem (Salmannsweiler)                  | ra ZRC                                    | SOCist               | 1803: Baden                            |
| Sankt Blasien                           | vra                                       | OSB                  | 1803: Heitersheim                      |
| Sankt Egidien                           | ra (beperkte rijksstand)                  | OSB                  | reformatie: rijksstad Neurenberg       |
| Sankt Emmeram te Regensburg             | vra RRC                                   | OSB                  | 1803: keur-aartskanselier              |
| Sankt Gallen                            | va                                        | OSB                  | 1805: kanton Sankt Gallen              |
| Sankt Georgen                           | ra (beperkte rijksstand)                  | OSB                  | 1534: Württemberg                      |
| Sankt Johann im Turital                 | ra                                        | OSB                  | 1555: Abdij Sankt Gallen               |
| Sankt Maximin                           | va na ....zonder gebied                   | OSB                  | 1794: Frankrijk                        |
| Sankt Peter                             | ra (beperkte rijksstand)                  | OSB                  | 1803: Heitersheim                      |
| Sankt Ulrich und Sankt Afra te Augsburg | ra (beperkte rijksstand) RRC              | OSB                  | 1803: Beieren                          |
| Schaffhausen                            | ra (beperkte rijksstand)                  | OSB                  | 1529: stad Schaffhausen                |
| Schussenried                            | ra ZRC                                    | OPraem               | 1803: Sternberg-Manderscheid           |
| Schuttern                               | ra (beperkte rijksstand                   | OSB                  | 1803: Heitersheim                      |
| Söflingen                               | ra-v (sinds 1773) ZRC (1775)              | Klarissen            | 1803: Beieren                          |
| Stavelot-Malmedy                        | va VB                                     | OSB                  | 1794: Frankrijk                        |
| Stein                                   | ra (beperkte rijksstand)                  | OSB                  | ?: kanton Schaffhausen                 |
| Stürzelbrunn                            | ra (beperkte rijksstand)                  | SOCist               | 1572?: Lotharingen                     |
| Thorn                                   | ra-v RRC                                  | vw                   | 1794: Frankrijk                        |
| Ursberg                                 | ra ZRC                                    | OPraem               | 1803: Beieren                          |
| Virnsberg                               | ldcom                                     | DO                   | 1806: Beieren                          |
| Waldsassen                              | vra                                       | SOCist               | 1571: Keur-Palts (Opper-Palts)         |
| Walkenried                              | ra (beperkte rijksstand)                  | SOCist               | 1648: Brunswijk                        |
| Weingarten                              | ra ZRC                                    | OSB                  | 1803: Nassau-Oranje-Fulda              |
| Weißenau                                | ra ZRC                                    | OPraem               | 1803: Sternberg-Manderscheid           |
| Werden                                  | vra RRC                                   | OSB                  | 1803: Pruisen                          |
| Wettenhausen                            | rp (sinds 1566) ZRC                       | CanR                 | 1803: Beieren                          |
| Wülzburg                                | vra (beperkte rijksstand)                 | OSB                  | 1523: prioraat, 1537: reformatie       |
| Zwiefalten                              | ra ZRC (1749)                             | OSB                  | 1803: Württemberg                      |